# Lisa Hovland-Udén
Lisa Hovland-Udén, née le 20 septembre 1990 est une skieuse de vitesse suèdoise.

Elle prend la 2e place de  la Coupe du monde de ski de vitesse (S1) en 2016, et la 3e en 2020 et en 2021.
Elle est Vice-championne du monde de ski de vitesse (S1) en 2019 à Vars, et elle prend la 3e place en 2015 et 2017.
Son record personnel est de 220,990 km/h  (en 2019 à Vars).